# Puchar Zdobywców Pucharów (1961/1962)
II Puchar Europy Zdobywców Pucharów 1961/1962

(ang. European Cup Winners' Cup)

## 1/16 finału
| UA Sedan-Torcy - Atlético Madryt 2:3 i 1:4 1 13.09 1961 0:1 Collar 13, 0:2 Adelárdo 17, 1:2 Stehy 31, 1:3 Mendonça 39, 2:3 Fulgenzy 80 2 27.09 1961 0:1 Peiró 25, 0:2 Mendonça 27, 0:3 Peiró 38, 0:4 Adelárdo 75, 1:4 Salaber 89 |
| Glenavon F.C. - Leicester City 1:4 i 1:3 1 13.09 1961 1:0 Jones 14, 1:1 Walsh 36, 1:2 Appleton 37, 1:3 Walsh 42, 1:4 Keyworth 62 (mecz w Belfaście) 2 27.09 1961 0:1 Wills 55, 0:2 Keyworth 70, 1:2 Wilson 74, 1:3 Mcllmoyle 82 |
| FC La Chaux-de-Fonds - Leixões SC 6:2 i 0:5 1 07.09 1961 1:0 Antenen 9, 2:0 Sommerlat 23, 2:1 Manuel Oliveira 42, 3:1 Bertschi 51, 4:1 Jäger 52, 5:1 Jäger 57, 6:1 Bertschi 67, 6:2 Manuel Oliveira 85 2 05.10 1961 0:1 Osvaldo Silva 24, 0:2 Osvaldo Silva 30, 0:3 Manuel Oliveira 46, 0:4 Ventura 52, 0:5 Manuel Oliveira 71                                             |
| Swansea Town - Motor Jena 2:2 i 1:5 1 16.10 1961 0:1 Lange 14, 1:1 Reynolds 16, 1:2 R. Ducke 32, 2:2 Nurse 70k (mecz w Linzu) 2 18.10 1961 1:0 Reynolds 8, 1:1 Müller 15, 1:2 Müller 26, 1:3 Lange 61, 1:4 P. Ducke 75, 1:5 R. Ducke 80 |
| Floriana FC - Újpest FC 2:5 i 2:10 1 13.09 1961 0:1 Göröcs 7, 0:2 Rossi 16s, 0:3 Kuharszki 30, 1:3 Cauchi 63, 1:4 Kuharszki 74, 1:5 Solymosi 85, 2:5 Cauchi 87 2 27.09 1961 0:1 Göröcs 13, 0:2 Solymosi 22, 0:3 Kuharszki 29, 0:4 Kuharszki 38, 1:4 Dalli 41, 1:5 Bene 43, 1:6 Göröcs 47, 1:7 Göröcs 58, 1:8 Solymosi 63, 2:8 Cauchi 69, 2:9 Solymosi 71, 2:10 Solymosi 87 |
| Dunfermline Athletic - St. Patrick’s Athletic 4:1 i 4:0 1 12.09 1961 1:0 Melrose 15, 2:0 Peebles 23, 3:0 Dickson 28, 4:0 McDonald ?, 4:1 O'Rourke 87 2 27.09 1961 1:0 Peebles 1, 2:0 Dickson 25, 3:0 Dickson 31, 4:0 Peebles 80, |
| Rapid Wiedeń - Spartak Warna 0:0 i 5:2 1 13.09 1961 2 27.09 1961 1:0 Schmid 7, 2:0 Skocik 30, 3:0 Flögel 46, 4:0 Milanović 50, 4:1 Kostow 54, 4:2 Kostow 68, 5:2 Schmid 84 |
| Wolny los: AFC Ajax, Werder Brema, Aarhus GF, Alliance Dudelange, Progresul Bukareszt, Wardar Skopje, Dynamo Żylina, Olympiakos SFP, AC Fiorentina |

## 1/8 finału
| Leicester City - Atlético Madryt 1:1 i 0:2 1 25.10 1961 1:0 Wills 56, 1:1 Menconça 89 2 08.11 1961 0:1 Jones 33, 0:2 Collar 60 |
| Werder Brema - Aarhus GF 2:0 i 3:2 1 25.10 1961 1:0 Barth 7, 2:0 Schütz 76 2 01.11 1961 1:0 Barth 36, 2:0 Hänel 40, 2:1 J. Jensen 66, 3:1 Schröder 74, 3:2 B. Jensen 87                                                                                       |
| Leixões SC - Progresul Bukareszt 1:1 i 1:0 1 23.11 1961 0:1 lonita 20, 1:1 Osvaldo Silva 50 (mecz w Lizbonie) 2 30.11 1961 1:0 Osvaldo Silva 61 |
| Motor Jena - Alliance Dudelange 7:0 i 2:2 1 17.12 1961 1:0 Kirsch 1, 2:0 Kirsch 28, 3:0 Müller 41, 4:0 Lange 47, 5:0 P.Ducke 63, 6:0 Lange 64, 7:0 Piccinini 72s 2 19.12 1961 0:1 Cirelli 31, 0:2 Bellion 53, 1:2 Kirsch 72, 2:2 P.Ducke 76 (mecz w Erfurcie) |
| AFC Ajax - Újpest FC 2:1 i 1:3 1 02.11 1961 1:0 H.Groot 3, 2:0 H.Groot 20, 2:1 Kuharszki 81 2 29.11 1961 0:1 Bene 15, 0:2 Göröcs 65, 0:3 Göröcs 68, 1:3 Petersen 82                                                                                           |
| Dunfermline Athletic - Wardar Skopje 5:0 i 0:2 1 25.10 1961 1:0 Smith 7, 2:0 Dickson 28, 3:0 Dickson 43, 4:0 Melrose 56, 5:0 Peebles 84 2 08.11 1961 0:1 Salincevski 11, 0:2 Jakimovski 75                                                                    |
| Olympiakos SFP - Dynamo Żylina 2:3 i 0:1 1 22.11 1961 0:1 Pisafik 4, 1:1 G.Sideris 15, 2:1 Barbalias 28, 2:2 Pisafik 49, 2:3 David 87 2 30.11 1961 0:1 Pisarik 16                                                                                             |
| AC Fiorentina - Rapid Wiedeń 3:1 i 6:2 1 25.10 1961 1:0 Milani 12, 2:0 Hamrin 49, 3:0 Jönsson 68, 3:1 Seitl 81 2 22.11 1961 1:0 Milani 28, 2:0 Dell'Angelo 40, 3:0 Jönsson 50, 4:0 Milani 59, 5:0 Hamrin 65, 6:0 Milani 70, 6:1 Schmid 85, 6:2 Schmid 89      |

## 1/4 finału
| Werder Brema - Atlético Madryt 1:1 i 1:3 1 17.01 1962 0:1 Jones 71, 1:1 Barth 85 2 28.02 1962 0:1 Jagielski 2s, 0:2 Peiró 30, 1:2 Soya 37, 1:3 Adelárdo 61                              |
| Motor Jena - Leixões SC 1:1 i 3:1 1 22.02 1962 0:1 Manuel Oliveira 44, 1:1 Marx 89 2 25.02 1962 1:0 Kirsch 8, 1:1 Osvaldo Silva 56, 2:1 Lange 59, 3:1 Röhrer 80 (mecz w Gerze)          |
| Újpest FC - Dunfermline Athletic 4:3 i 1:0 1 13.02 1962 0:1 Smith 1, 0:2 McDonald 8, 1:2 Bene 29, 2:2 Bene 30, 3:2 Solymosi 74, 4:2 Göröcs 81, 4:3 McDonald 85 2 20.02 1962 1:0 Bene 51 |
| Dynamo Żylina - AC Fiorentina 3:2 i 0:2 1 21.02 1962 1:0 Jakubčik 11, 2:0 Majernik 42, 2:1 Milani 47, 3:1 Jakubčik 63, 3:2 Dell'Angelo 85 2 27.02 1962 0:1 Ferretti 38, 0:2 Hamrin 40   |

## 1/2 finału
| Motor Jena - Atlético Madryt 0:1 i 0:4 1 28.03 1962 0:1 Peiró 61 2 11.04 1962 0:1 Mendonça 14, 0:2 Jones 18, 0:3 Jones 54, 0:4 Mendonça 60 (mecz w Malmö) |
| AC Fiorentina - Újpest FC 2:0 i 1:0 1 21.03 1962 1:0 Hamrin 6, 2:0 Hamrin 47 2 11.04 1962 1:0 Can Bartu 56                                                |

## Finał
| 10 maja 1962 Glasgow Hampden Park (27 000) Atlético Madryt - AC Fiorentina 1:1 (1:1, 1:1) Sędzia: Thomas Wharton (Szkocja) Bramki: 1:0 Joaquín Peiró 11, 1:1 Kurt Hamrin 27 Club Atlético de Madrid (trener José Villalonga): Edgardo Madinabeytia - Feliciano Rivilla, Isacio Calleja, Ramiro Rodrigues, Antonio Chuzo, Jesús Glaría, Miguel Jones, Adelardo Rodríguez, José Mendonça, Joaquín Peiró, Enrique Collar (kapitan) Associazione Calcio Fiorentina (trener Nándor Hidegkuti): Giuliano Sarti - Alberto Orzan (kapitan), Sergio Castelletti, Amilcaro Ferretti, Piero Gonfiantini, Claudio Rimbaldo, Kurt Hamrin, Can Bartu, Aurelio Milani, Lucio Dell'Angelo, Gianfranco Petris                              |
| 5 września 1962 Stuttgart Neckarstadion (38 000) Atlético Madryt - AC Fiorentina 3:0 (2:0) Sędzia: Kurt Tschenscher (Niemcy) Bramki: 1:0 Miguel Jones 8, 2:0 Jorge Mendoça 27, 3:0 Joaquín Peiró 59 Club Atlético de Madrid (trener José Villalonga): Edgardo Madinabeytia - Feliciano Rivilla, Isacio Calleja, Ramiro Rodrigues, Bernardo Griffa, Jesús Glaría, Miguel Jones, Adelardo Rodríguez, José Mendonça, Joaquín Peiró, Enrique Collar (kapitan) Associazione Calcio Fiorentina (trener Nándor Hidegkuti): Enrico Albertosi - Vincenzo Robotti, Sergio Castelletti, Alberto Orzan (kapitan), Saul Malatrasi, Rino Marchesi, Kurt Hamrin, Amilcaro Ferretti, Aurelio Milani, Lucio Dell'Angelo, Gianfranco Petris |